# Szykszniszki
Szykszniszki (lit. Šikšniškės) − wieś na Litwie, w okręgu wileńskim, w rejonie wileńskim, w gminie Bujwidze. W 2011 roku liczyła 4 mieszkańców.